# Francesco Ignazio Scodnik
Francesco Ignazio Scodnik (Canale, 23 luglio 1804 – Milano, 7 novembre 1877) è stato un generale italiano.

## Biografia
Figlio di Anton Scodnik, austriaco originario di Liezen, e dell'italiana Jole Angeli, fu un ufficiale con il grado di capitano dell'esercito austriaco di guarnigione a Cremona. Dopo le Cinque giornate di Milano passò nei battaglioni del governo provvisorio della Lombardia. Nel 1848 costituì a Milano il primo nucleo della Legione Lombardia e partecipò al blocco di Mantova. Entrato nell'esercito piemontese, venne trasferito a Napoli dove fu eletto come Presidente del Tribunale Militare, terminando la carriera come maggiore generale (1868).
Il 10 maggio del 1936 gli è stato dedicato un monumento a Canale d'Isonzo quale precursore dell'irredentismo isontino. Il busto che ritrae Francesco Scodnik  (opera dello scultore gradiscano G.B. Novelli) fu distrutto durante la seconda guerra mondiale. Al termine della guerra lo stesso scultore realizzò un'altra copia del busto che venne posto al "parco della rimembranza di Gorizia" dove ora è ancora visibile.
I suoi resti sono conservati in una celletta nel Cimitero Monumentale di Milano.